# Apeldoorn (ville)
Ne doit pas être confondu avec Apeldoorn.
 (juin 2018).
Si vous disposez d'ouvrages ou d'articles de référence ou si vous connaissez des sites web de qualité traitant du thème abordé ici, merci de compléter l'article en donnant les références utiles à sa vérifiabilité et en les liant à la section « Notes et références ».
Apeldoorn (en bas-saxon : Apeldoorne) est une ville des Pays-Bas située dans la province de Gueldre.
La ville est la capitale de la commune du même nom qui compte un total de 168 551 habitants en 2024.

## Personnalités liées à la ville
- Jan van Genderen (1923-2004), théologien, professeur et pasteur néerlandais, y est mort.
- Marie Faddegon (1877-1919), designeuse textile

## Galerie

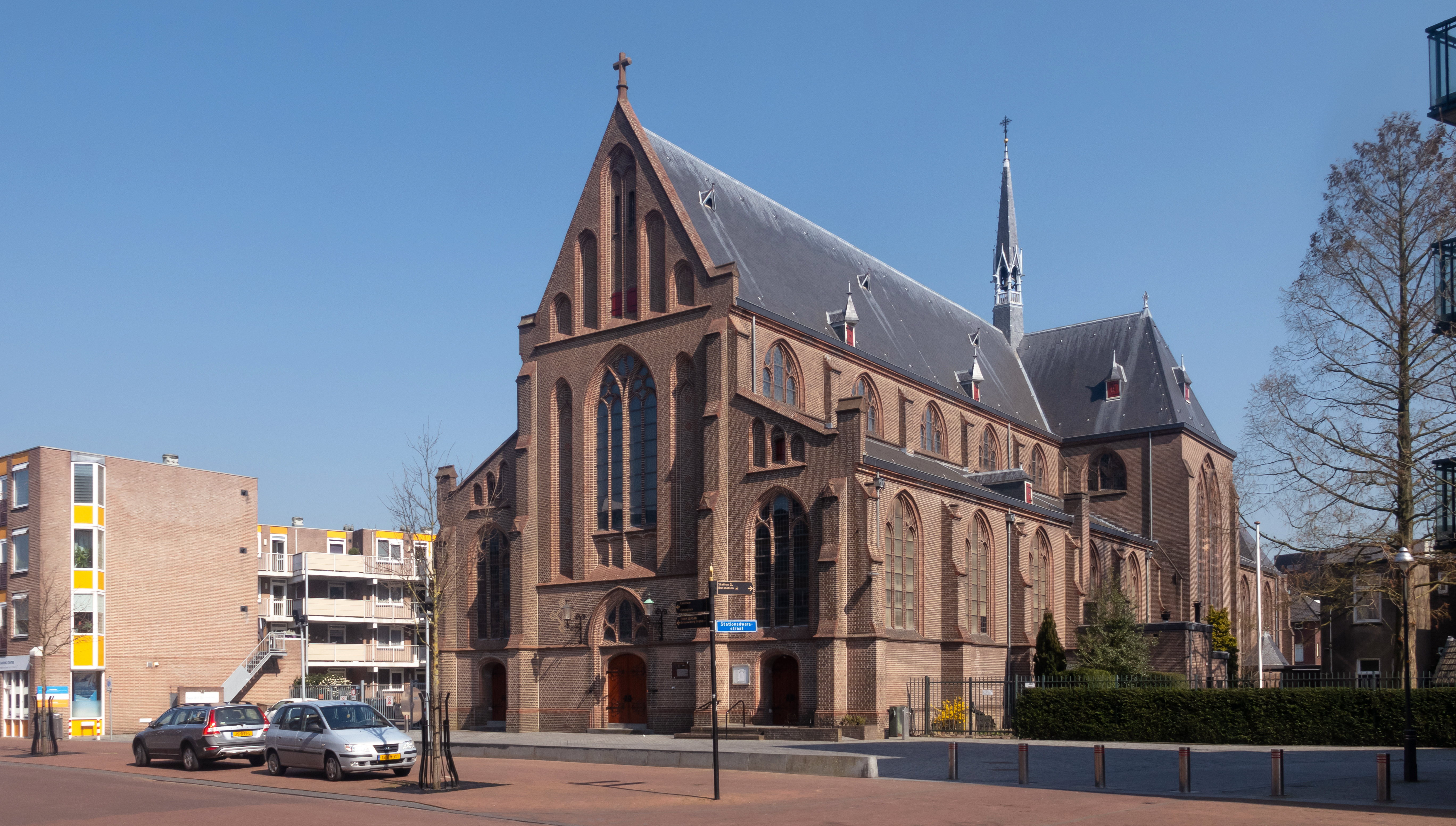
L'église: la Mariakerk
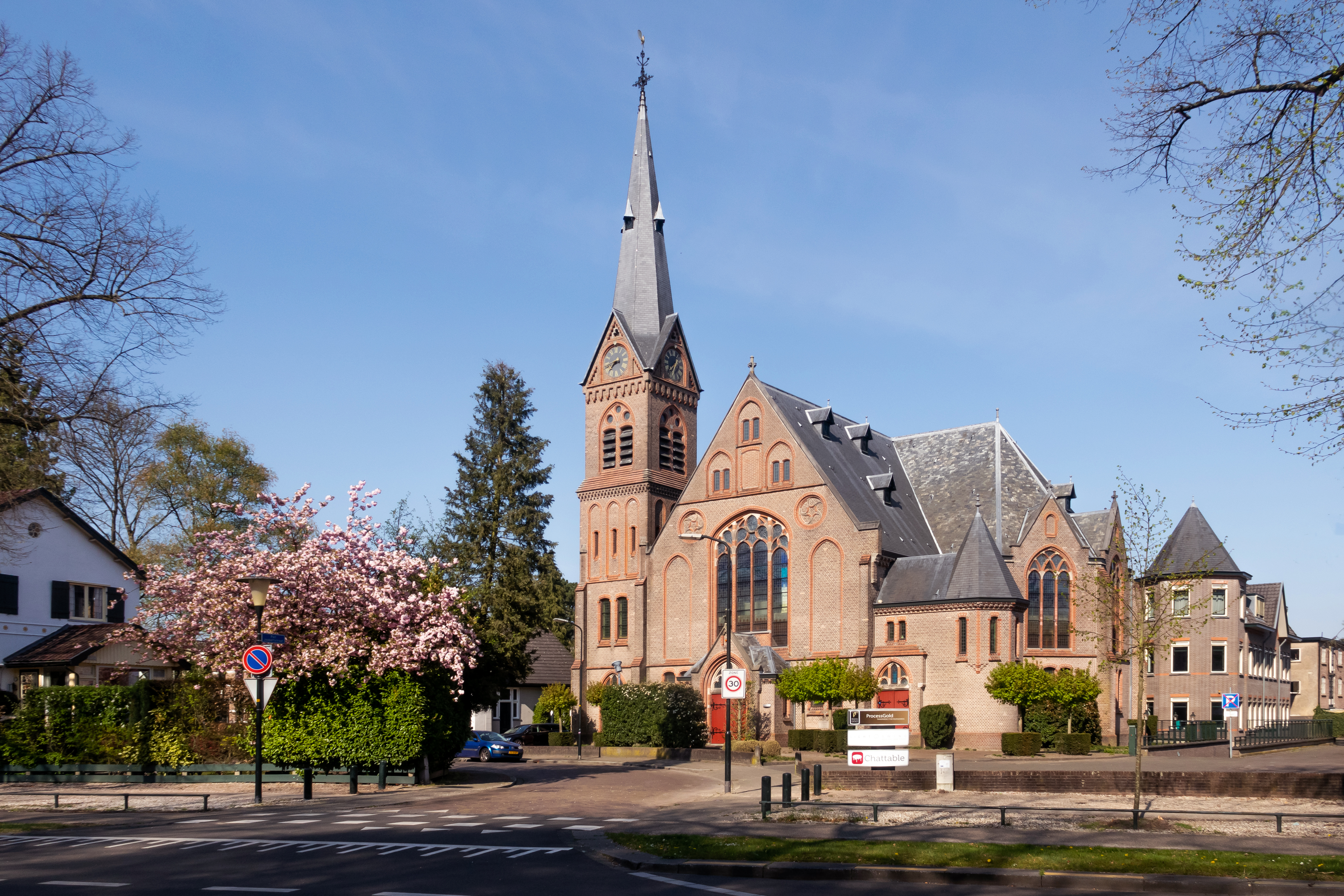
L'église: la Noorderkerk
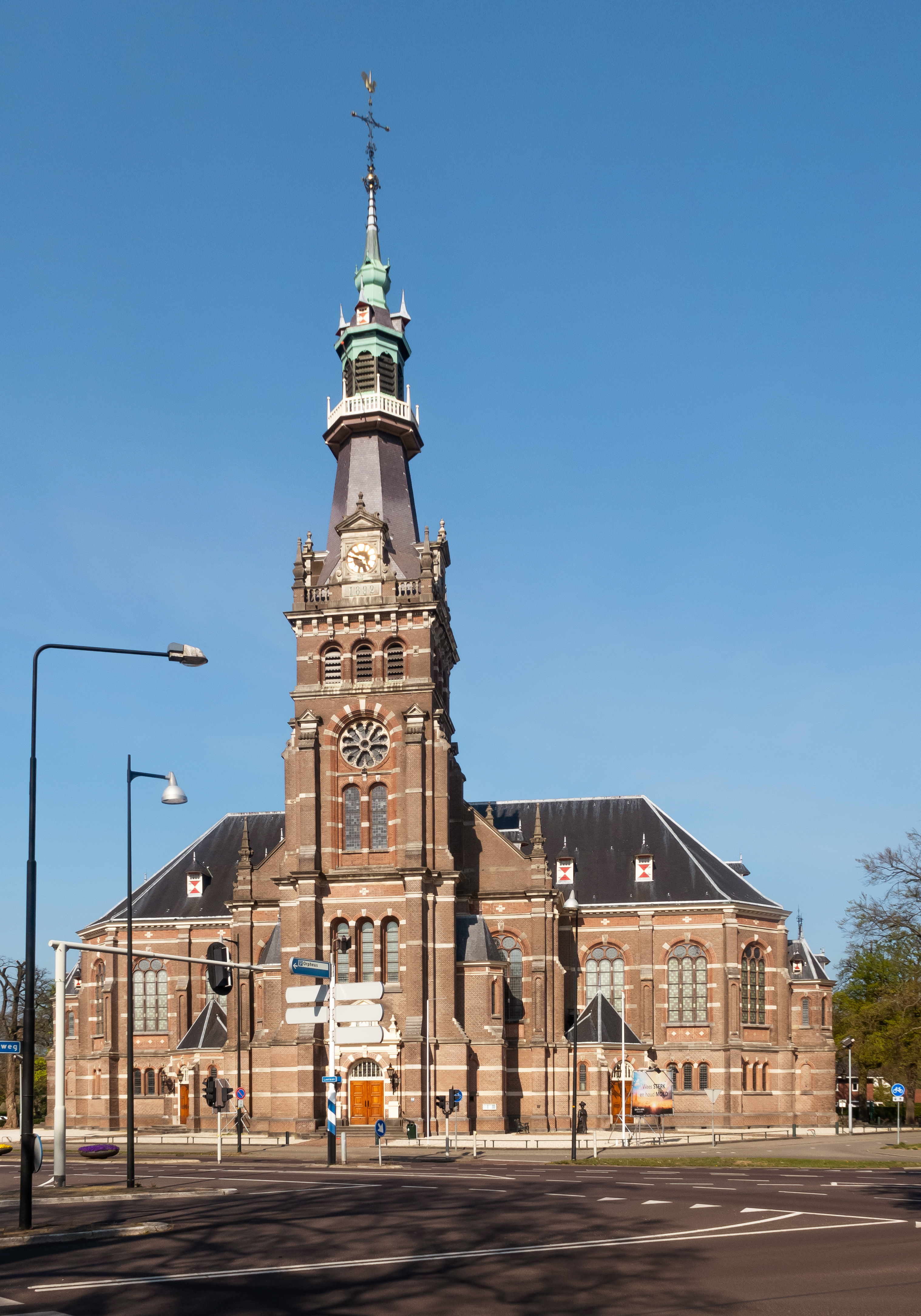
L'église: la Grote Kerk